# Callulops boettgeri
Callulops boettgeri är en groddjursart som först beskrevs av Méhely 1901.  Callulops boettgeri ingår i släktet Callulops och familjen Microhylidae. IUCN kategoriserar arten globalt som otillräckligt studerad. Inga underarter finns listade.